# Morpho achillides
Morpho achillides är en fjärilsart som beskrevs av Felder 1867. Morpho achillides ingår i släktet Morpho och familjen praktfjärilar. Inga underarter finns listade i Catalogue of Life.